# M40 155mm自走加農砲
M40 155mm自走加農砲（155mm Gun Motor Carriage M40）はアメリカ合衆国の自走砲である。
“ビッグショット（BIG SHOT）”の愛称が知られているが、これは試作車であるT83にテスト時に記入されていた固有のニックネームであり、当車種の公式な愛称ではない。

## 概要
M4A3戦車の車体を拡幅・延長して作られており、コンチネンタル製エンジンおよびHVSS（水平渦巻きスプリングサスペンション）を装備した。
第二次世界大戦の終了間際に就役した本車にはM2 155mmカノン砲が搭載されており、M12自走砲の初期生産型を代替する目的で設計されている。本車の試作車輌の呼称はT83であったが、これは1945年4月にM40へと変更された。
1輛の試作車輌が1945年のヨーロッパ戦線で第991野戦砲兵大隊により用いられた。他にこの大隊ではT89 8インチ自走榴弾砲を一緒に運用しており、この関連の深い車輌はしばしば155mm砲身を搭載した。計画上600輌生産であったが、総計では311輌が大戦終了までに製造を完了した。この後、本車は朝鮮戦争中に作戦投入された。
第二次世界大戦後、M40自走砲はイギリス陸軍が使用しており、イギリスでは本車を155mm SP, M40,"Cardinal"と呼称した。

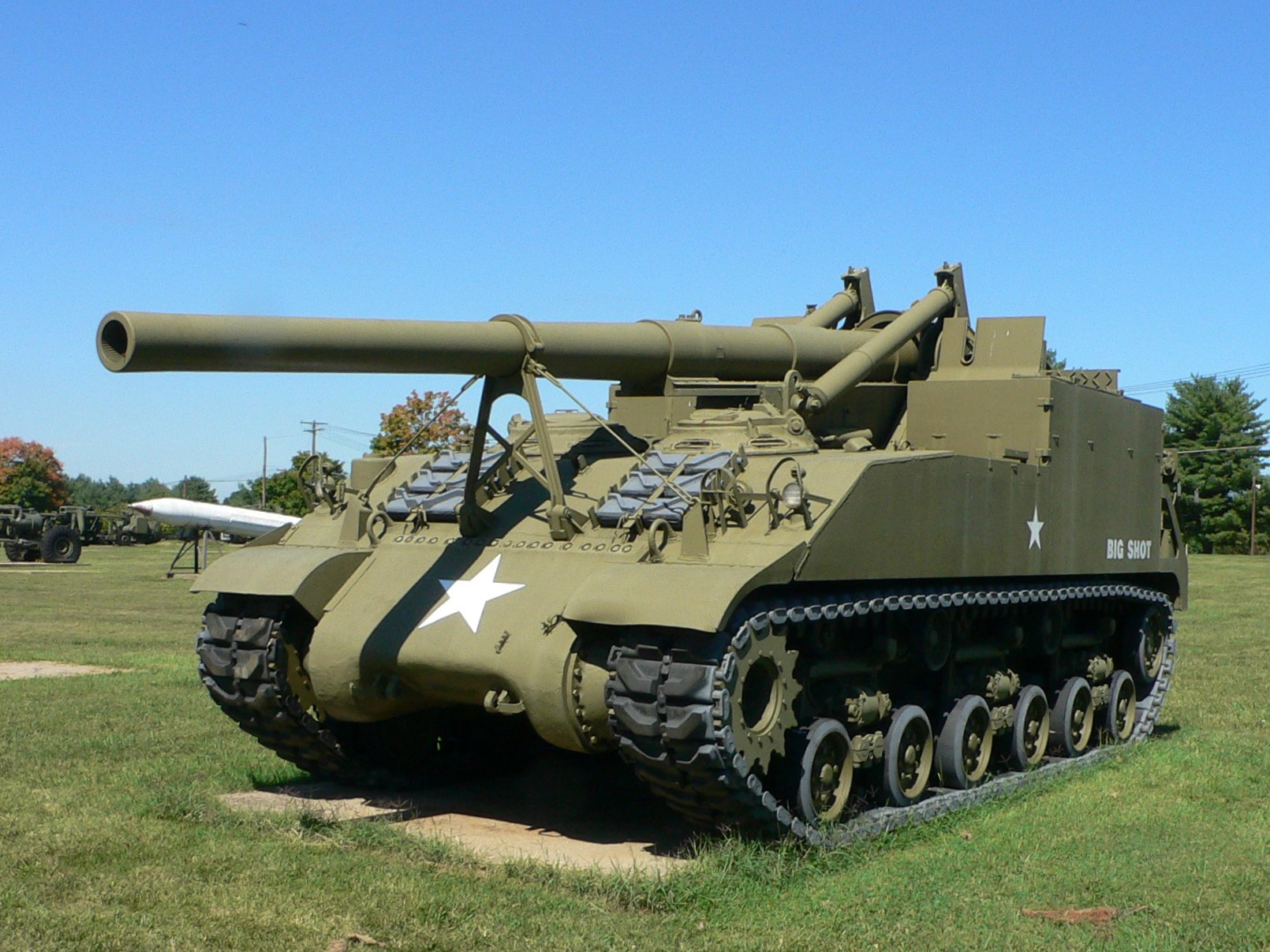
現存するM40 155mm自走砲 アメリカ陸軍兵器博物館の展示品 車体側面には"BIG SHOT"の愛称が書かれている （2007年9月19日撮影）
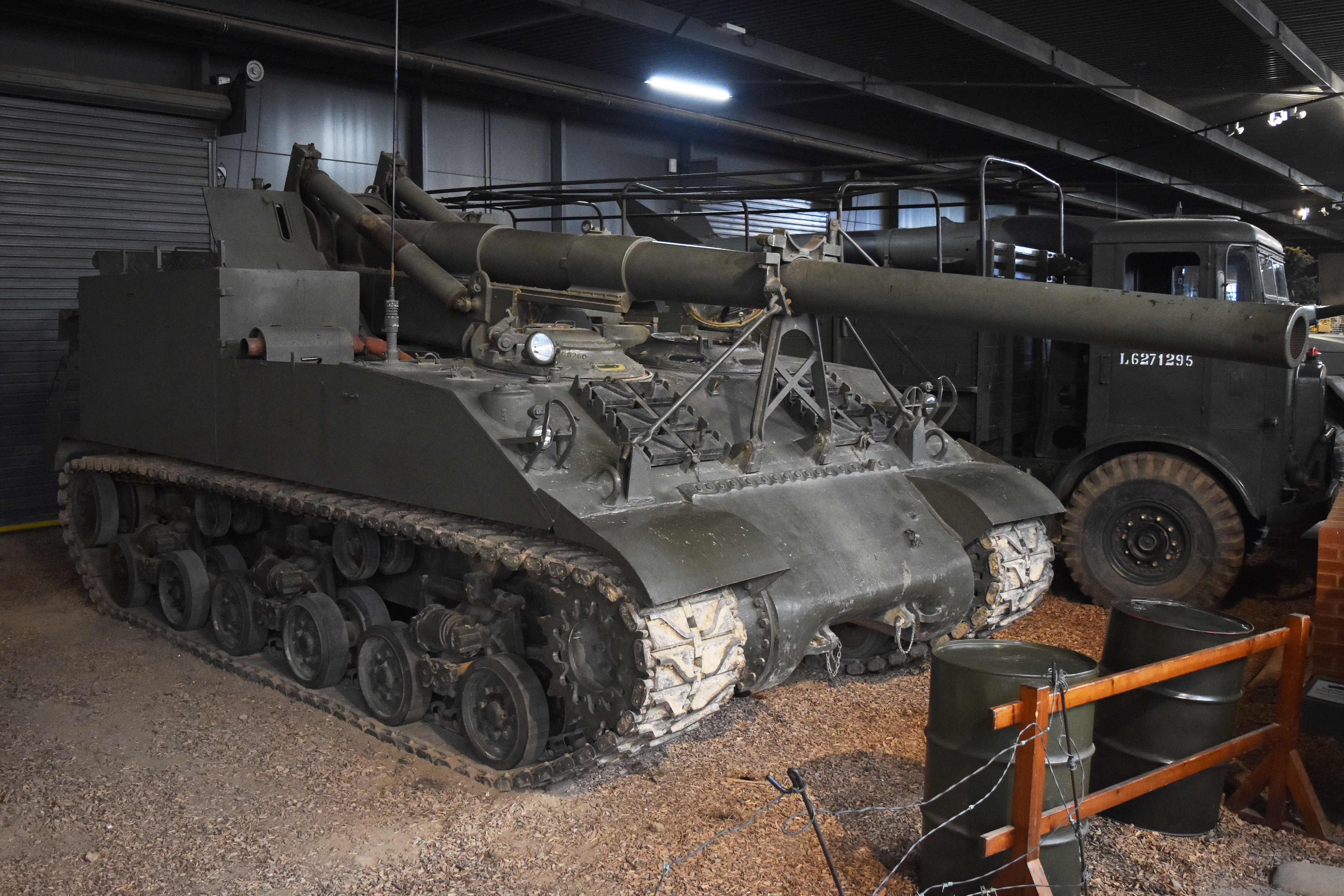
イギリス軍仕様の 155mm SP, M40,"Cardinal" イギリス、ケンブリッジシャーのダックスフォード帝国戦争博物館陸戦ホール(Land Warfare Hall at Duxford Airfield(英語版)の展示品 （2021年5月23日撮影）

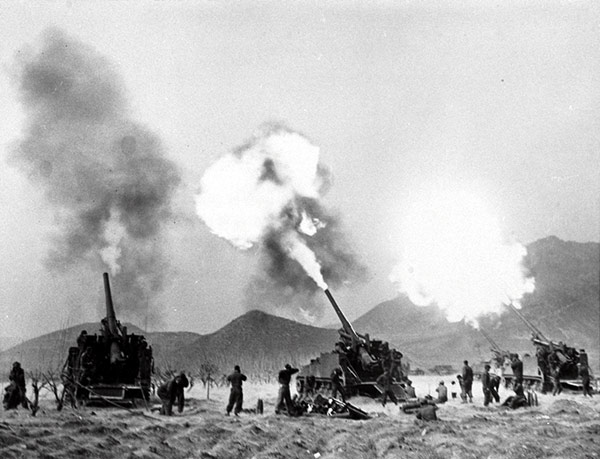
朝鮮戦争において射撃を行うM40部隊 ソウル北方にて、1951年5月の撮影

## 派生型
アメリカ陸軍ではT38と同様の車体を用いて各種の系列車輌の製造を計画していた。
T30 弾薬運搬車
砲と砲架を搭載しない弾薬運搬車型。1944年12月、より多数の自走砲用車体を生産することを優先するため計画中止となり、少数が生産されたのみとなった。
M43 8インチ自走榴弾砲（203mm Howitzer Motor Carriage M43）
砲をM1 8インチ（203mm）榴弾砲に変更した型。制式採用は1945年8月、48輌生産。
T94 250mm自走迫撃砲
10インチ（250 mm）迫撃砲を搭載した自走迫撃砲型。1945年2月に設計開始、1946年に1輌が試作された。

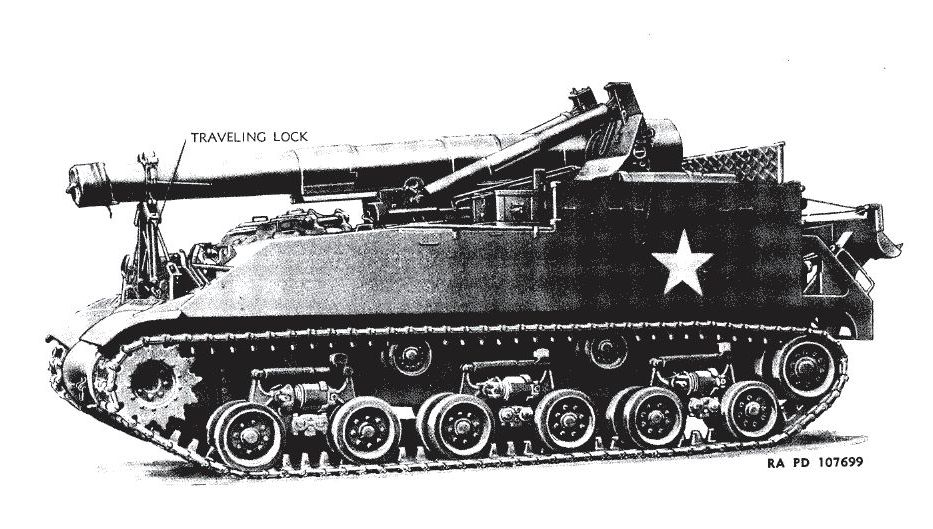
M43 8in GMC (US WD. TM-9-335 8-Inch Howitzer M2, May 1947.)
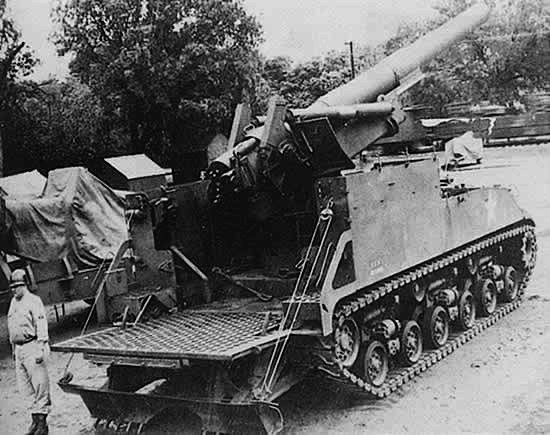
M43 後方より

## 登場作品

### 映画
『大怪獣決闘 ガメラ対バルゴン』
陸上自衛隊の自走砲として登場。大阪府内を進攻するバルゴンを61式戦車と共に攻撃するが、冷凍液による反撃を受けて氷漬けにされてしまう。

### ゲーム
『R.U.S.E.』
アメリカの自走砲として登場。
『World of Tanks』（オンラインゲーム）
アメリカ自走砲M40/M43として研究（開発）可能。購入時は155mm砲装備（実車ではM40相当）だが、8インチ榴弾砲装備（実車ではM43相当）に改造できる。
『トータル・タンク・シミュレーター』
米国の改自走砲M43としてM43 8インチ自走榴弾砲（203mm HMC M43）が使用可能。